# Carex hexinensis
Carex hexinensis är en halvgräsart som beskrevs av S.Yun Liang och Y.Z.Huang. Carex hexinensis ingår i släktet starrar, och familjen halvgräs. Inga underarter finns listade i Catalogue of Life.